# هنریک شوگرن
هنریک ساموئل کُنراد شوگرن (سوئدی: Henrik Samuel Conrad Sjögren؛ ‏UK: ‎/ˈʃɜːɡrɛn/‎؛ ‏ US: ‎/ˈʃoʊɡrɛn/‎؛ سوئدی: [ˈɧø̂ːɡreːn]؛‏ ۲۳ ژوئیهٔ ۱۸۹۹ – ۱۷ سپتامبر ۱۹۸۶) چشم‌پزشک اهل سوئد بود.
وی مدرک دکترای پزشکی خود را در سال ۱۹۲۵ در استکهلم گرفت و برای پایان‌نامه تخصصی خود در سال ۱۹۳۳ میلادی، ۱۹ بیماری را توصیف کرد که دچار التهاب مفصلی و خشکی شدید دهان و چشم بودند. او این کار را با همکاری همسرش «ماریا» به انجام رساند و مقاله نهایی توسط مؤسسه کارولینسکا تحتِ عنوان «دربارهٔ کراتوکنژنکتیویت» منتشر شد. آنچه وی توصیف کرد بعدها به افتخار خودش سندرم شوگرن نام گرفت. البته باید توجه داشت که آنری گوژِرو چند سال پیش از او در سال ۱۹۲۵ سه مورد جداگانه از آتروفی غدد بزاقی مرتبط با خشکی چشم، دهان و واژن را توصیف کرده بود و به‌همین دلیل این بیماری گاهی «سندرم گوژِرو-شوگرن» نیز نامیده می‌شود.